# Kemmathen (Flachslanden)
Kemmathen (fränkisch: Kämmadn) ist ein Gemeindeteil des Marktes Flachslanden im Landkreis Ansbach (Mittelfranken, Bayern). Kemmathen liegt in der Gemarkung Virnsberg.

## Geografie
Durch den Weiler fließt der Kemmathbach, ein rechter Zufluss der Zenn, und südlich des Weilers mündet der Weihergraben als rechter Zufluss in den Kemmathbach. Unmittelbar nordwestlich des Ortes liegt der Schneidmühlweiher. 0,75 km südwestlich liegt das Waldgebiet Neuwiesenschlag, 1 km nordöstlich erhebt sich der Brachberg (420 m ü. NHN). Eine Gemeindeverbindungsstraße führt nach Virnsberg zur Kreisstraße AN 21 (1 km südöstlich) bzw. nach Sondernohe ebenfalls zur AN 21 (1,5 km nordöstlich).

## Geschichte
Der Ort wurde 1275 als „Kemenaten“ erstmals urkundlich erwähnt. Dieser Ortsname ist besonders im süddeutschen Raum weit verbreitet. Er leitet sich von dem lateinischen Wort „calminata“ ab und bezeichnete ursprünglich ein mit einer Feuerstätte versehenes Gemach.
Gegen Ende des 18. Jahrhunderts gehörte Kemmathen zur Realgemeinde Virnsberg. In Kemmathen gab es 4 Anwesen (1 Achtelhof, 1 Zehntelhof, 1 Tropfhaus, 1 Haus). Das Hochgericht übte die Obervogteiamt Virnsberg aus. Die Dorf- und Gemeindeherrschaft sowie die Grundherrschaft über alle Anwesen hatte die Deutschordenskommende Virnsberg.
Im Rahmen des Gemeindeedikts wurde Kemmathen dem 1808 gebildeten Steuerdistrikt Virnsberg und der 1811 gegründeten Ruralgemeinde Virnsberg zugeordnet. Am 1. Mai 1978 wurde diese im Zuge der Gebietsreform in Bayern wurde in den Markt Flachslanden eingegliedert.

### Ehemalige Baudenkmäler
- abgegangenes Nonnenkloster auf dem Brachfeld[12]
- ehemaliges Forsthaus des Deutschen Ordens, unter der Landeskomtur der Freiherren von Eyb (bis 1764) errichtet; zweigeschossiger Bau mit Walmdach und Resten von Außenbemalung (Jagdbilder); Bruchsteinmauer mit barocken Torpfosten[12]

### Einwohnerentwicklung
| Jahr      | 001818 | 001840 | 001861 | 001871 | 001885 | 001900 | 001925 | 001950 | 001961 | 001970 | 001987 | 002011 | 002017 | 002022 |
| Einwohner | 18     | 23     | 25     | 29     | 29     | 34     | 28     | 32     | 41     | 44     | 35     | 31     | 29     | 28     |
| Häuser    | 4      | 5      |        |        | 4      | 5      | 5      | 5      | 7      |        | 9      |        |        |        |
| Quelle    | [ 14 ] | [ 15 ] | [ 16 ] | [ 17 ] | [ 18 ] | [ 19 ] | [ 20 ] | [ 21 ] | [ 22 ] | [ 23 ] | [ 24 ] |        |        | [ 1 ]  |

## Religion
Der Ort ist römisch-katholisch geprägt und bis heute nach St. Dionysius (Virnsberg) gepfarrt. Die Einwohner evangelisch-lutherischer Konfession sind nach St. Laurentius (Flachslanden) gepfarrt.